# Цезура (література)

Приклад позначення цезури в сучасній музичній нотації.

Цезу́ра (лат. caesura, від caedo — рубаю) — ритмічно-інтонаційна пауза в середині віршового рядка, яка розтинає його на дві, іноді три частини.
Класичний приклад симетричної цезури, що виникає безпосередньо після третьої стопи, — «Александрійські вірші» М. Зерова:
Братерство давніх днів, // розкішне любе гроно!
Озвися ти хоч раз // до вигнанця Назона (…).
Таку цезуру називають ще й великою, або медіаною, тому що вона має своє постійне місце у багатоскладових канонічних віршових формах (не лише в александрійському вірші, а й у тринадцятискладовому силабічному, в гекзаметрі). На відміну від античної версифікації, де цезура, як правило, припадає на середину стопи, в сучасній силабо-тоніці — навпаки — збігається з межею стопи, поділяючи віршовий рядок на дві асиметричні частини. Приміром, у п'ятистопному ямбі цезура вживається після другої стопи, у шестистопному — після третьої тощо:
Твоя стріла // прошиє тонким свистом
Ранкове скло // над степом запашним (Ю. Дараган).
Українській поезії притаманна також подвійна цезура:
Живуть під мостом, // наче у казках, // квіти, дельфіни і тритони
в густій і чорній, // мов смола, воді, // в страшних пивницях сто (…) (Б.-І. Антонич).
Тут перша цезура виконує роль медіани, а друга — малої цезури, або коротенької паузи. Цезури також розрізняються, як і клаузули, своїм закінченням. Принаймні акаталектичниій клаузулі, як в александрійському вірші, відповідає метрична (квантативна) цезура, каталектичній — ліпометрична, гіпердактилічній — гіперметрична. Так, ліпометрична цезура спостерігається, коли останній стопі віршового рядка бракує повноти метроструктури, тобто її усічено:
Я йду по рейці, // і хитаюсь,
Чи дійду до віку, // чи впаду.
Ліс спинивсь. // Ліс, мов зелений заєць,
Задивився // на мою ходу (М. Йогансен).
Гіперметрична цезура має подовжену стопу порівняно з іншими:
Ніхто, ніяк, // нічим не спинить
Людьми угноєний // прогрес (І. Світличний).
Цезура може пересуватися в межах рядка або змінювати своє розташування в межах стопи:
І пішов я тоді // до Петлюри,
бо у мене // штанів не було.
Скільки нас, // отаких, // коло муру
од червоної кулі // лягло (В. Сосюра).